# San Juanito de Escobedo
San Juanito de Escobedo est un village et une municipalité de l'État de Jalisco au Mexique.
La municipalité a 9 433 habitants en 2020.

## Géographie
San Juanito de Escobedo se trouve au centre ouest de l'État de Jalisco dans la région Valles, à une altitude de 1 360 m.
Outre le chef-lieu, la municipalité comprend les localités de Providencia, la Estancita, Santiaguito, San Pedro, El Azafrán, Estancia de Ayllones et El Trapiche.
Les municipalités voisines sont Magdalena au nord, Tequila à l'est, Ahualulco de Mercado au sud et Etzatlán à l'ouest.
La température moyenne annuelle est de 19,9 °C. Les précipitations annuelles moyennes font 973 mm. Les vents dominants viennent de l'ouest. Il gèle en moyenne 26,5 jours par an.

## Histoire
En 1538, des frères du couvent d'Etzatlán fondent la chapelle « San Juan Atlitic » sur l'île d'Atitlán. La population est expulsée en 1598 et se disperse. La première ville établie sur l'île reste à l'abandon mais cinq familles d'anciens colons décident en 1700 de revenir fonder un ermitage sur le site où le frère Juan Calero (es) avait été massacré lors de l'insurrection de 1541. La nouvelle ville s'appelle d'abord « Pueblo Nuevo de San Juan Atlitique » puis prend le nom de « San Juanito » en 1835 à l'image de sa faible population.
De 1939 à 1997, la municipalité s'appelle « Antonio Escobedo » du nom de Don Antonio de Escobedo, originaire d'Etzatlán et gouverneur de l'État de Jalisco à plusieurs reprises dans les années 1830 et 1840. La municipalité retrouve son ancien nom le 23 décembre 1997 sous la forme complétée « San Juanito de Escobedo ».
La municipalité compte 8 379 habitants en 2010, dont 60 % de population urbaine, pour une superficie de 104,94 km2.
En 2015, la population de la municipalité atteint 9 420 habitants.
Au recensement de 2020, elle passe à 9 433 habitants.

## Économie et tourisme
Les principales activités sont l'agriculture, l'élevage bovin et porcin, l'industrie agro-alimentaire, des commerces et quelques services. La pêche a disparu en raison de la pollution.
Les lieux d'intérêt comprennent notamment :
- l'église paroissiale Nuestra Señora del Pueblito, construite à partir de 1750, les tours sont du début du XXe siècle ;
- la station thermale d'Almoloya à Estancia de Ayllones ;
- les grottes précolombiennes de l'île Atitlán ;
- une mine d'opale.

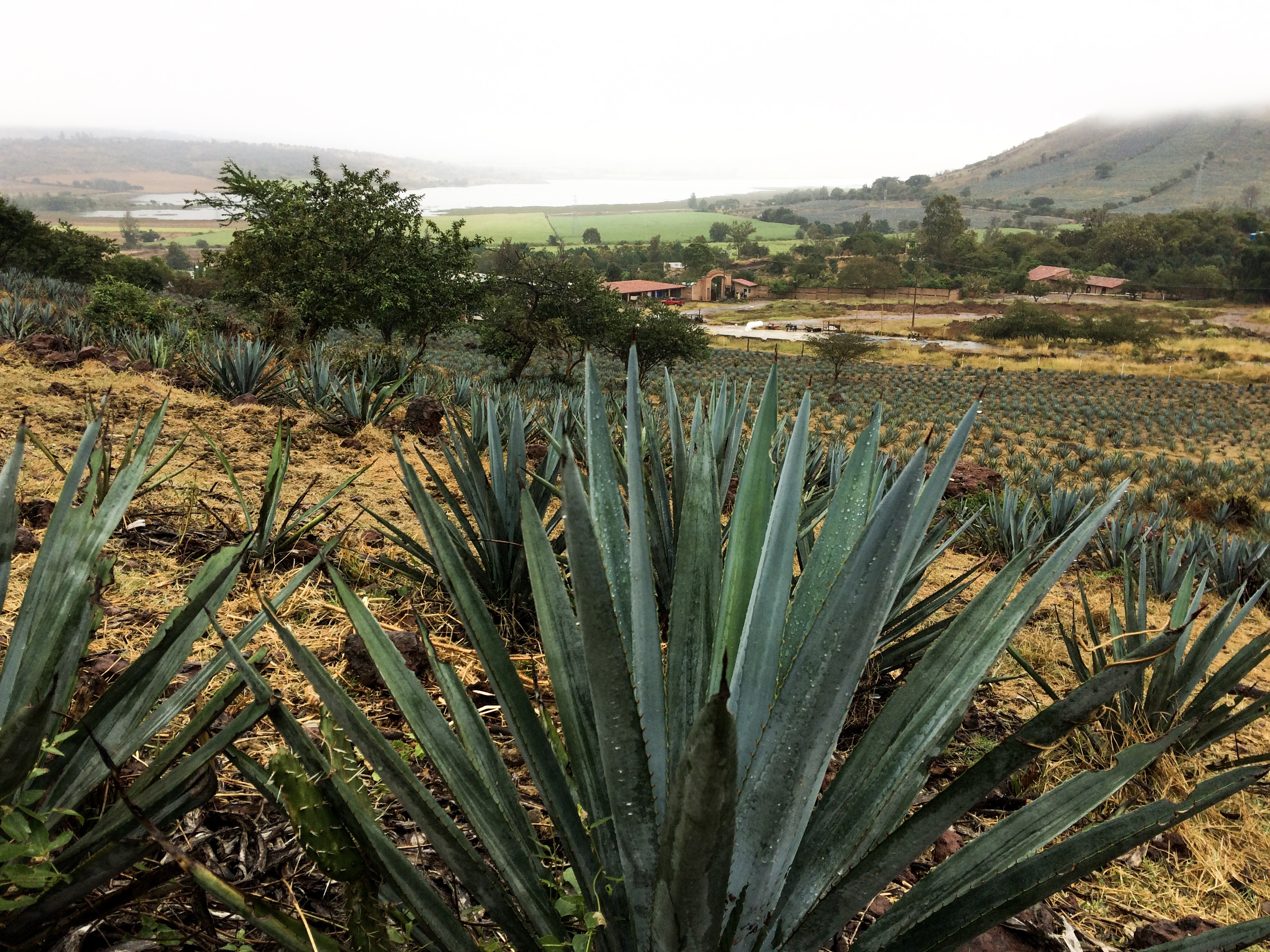
Paysage et lagune.
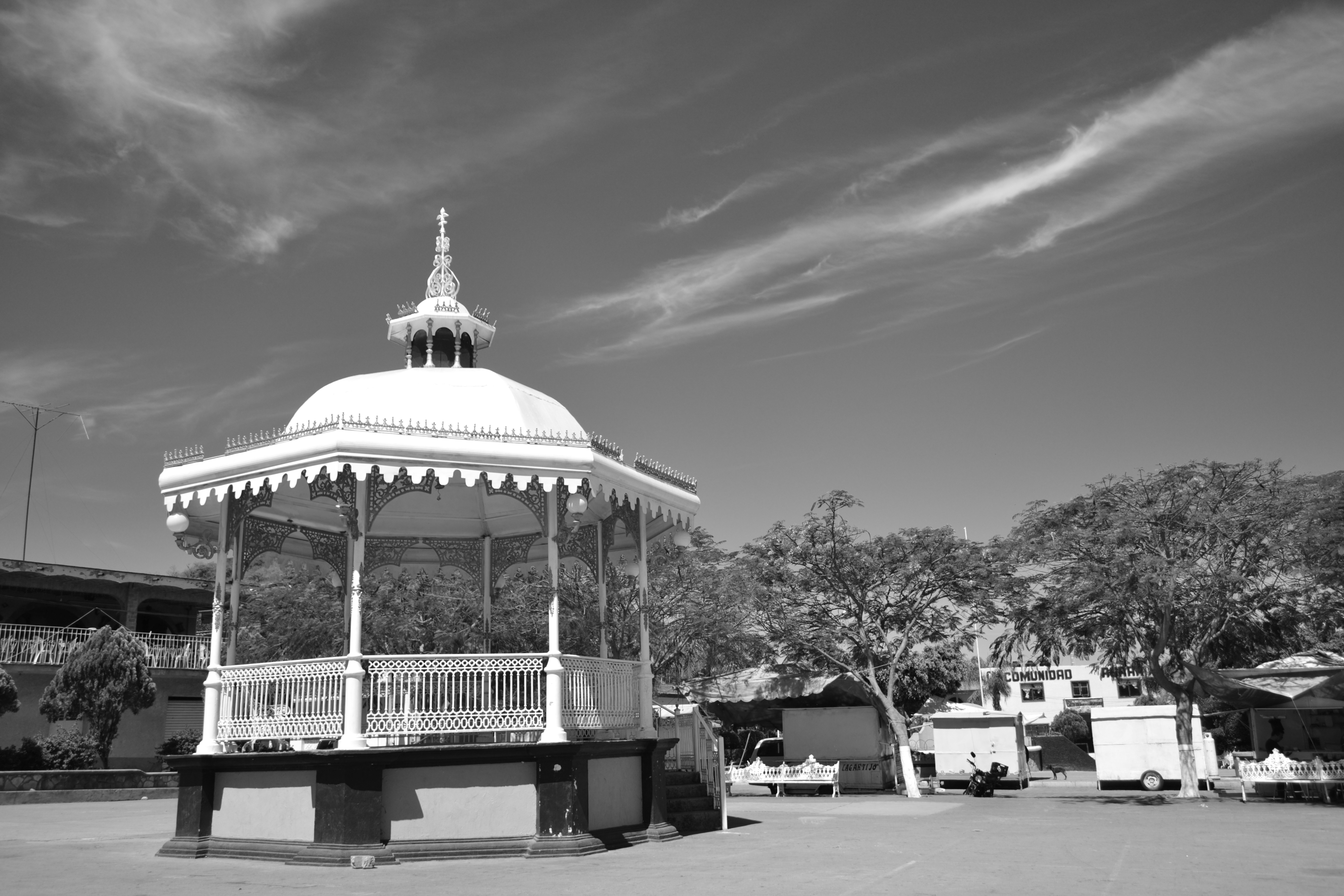
Kiosque sur la place principale.
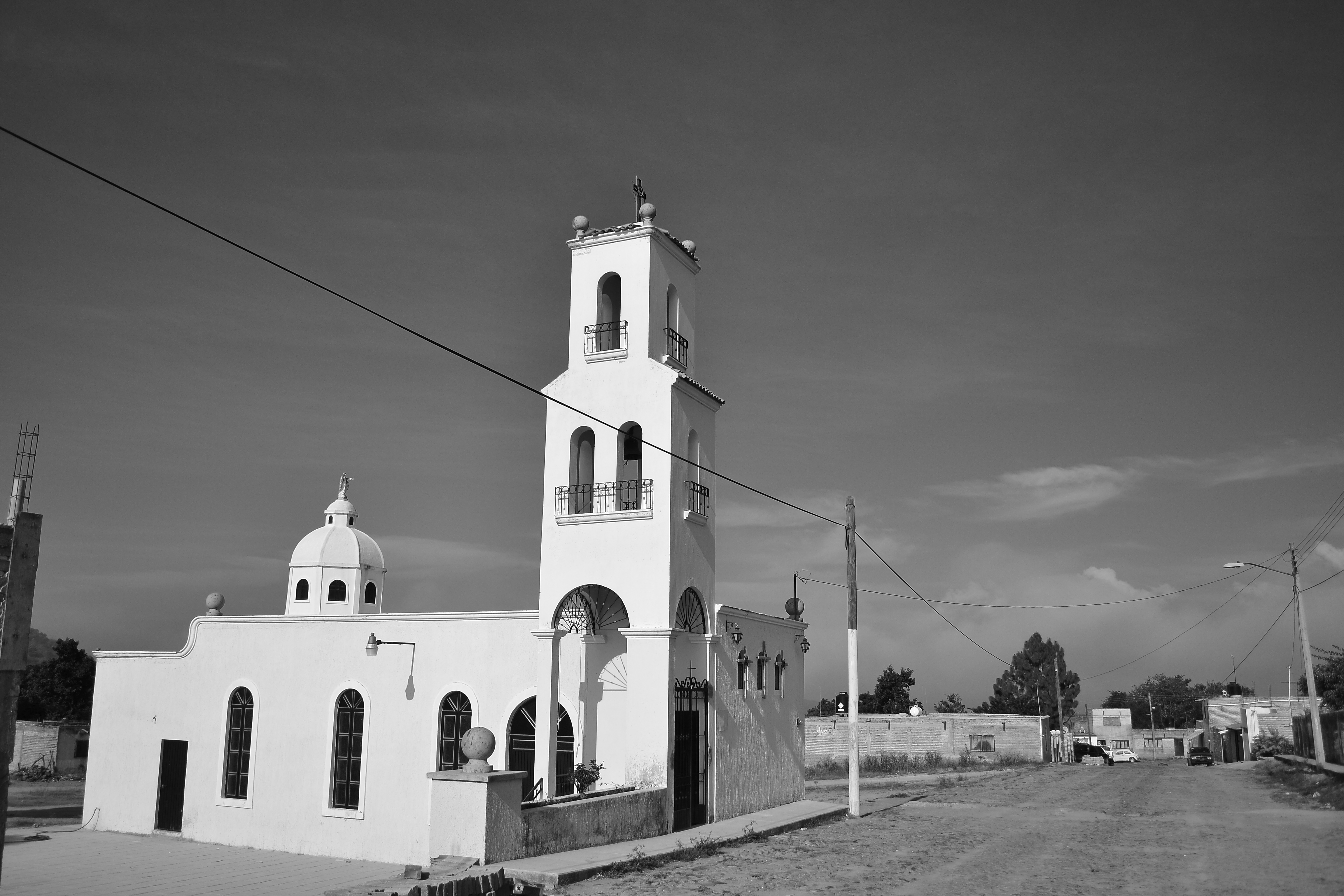
Iglesia Colonia Lázaro Cardenas.
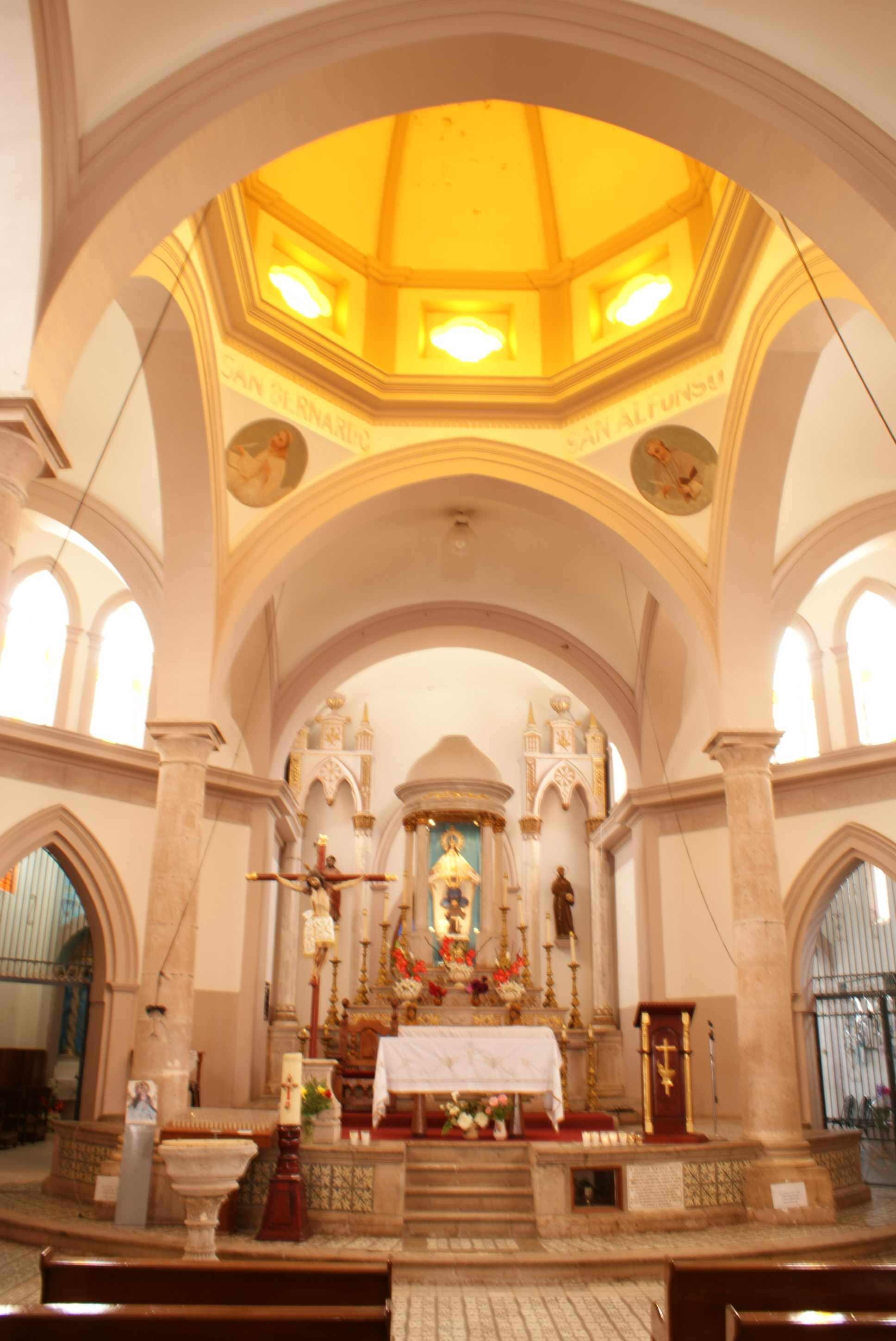
Templo de la Virgén del Pueblito.

## Jumelage
- Bollullos de la Mitación ( Espagne) : San Juanito de Escobedo fait partie des onze municipalités mexicaines avec lesquelles Bollullos a un programme de coopération et d'échanges car elles ont été évangélisées par le franciscain Juan Calero (es) né en 1500 à Bollullos de la Mitación[5].